# Pavillon frais

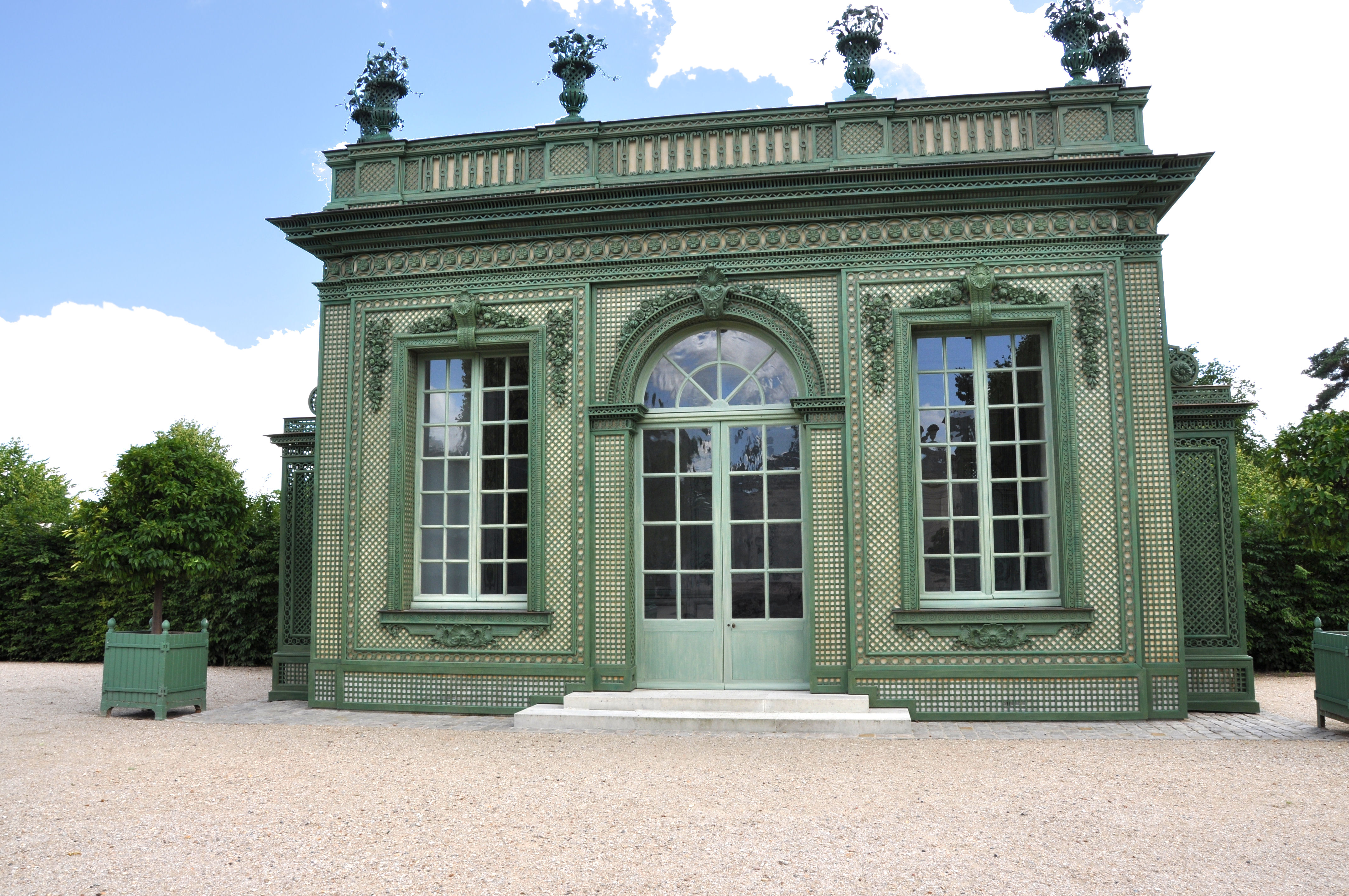
Fassade des Pavillon frais

Der Pavillon frais oder Salon frais ist ein Folly, das vom ersten Hofarchitekten Ange-Jacques Gabriel für König Ludwig XV. und dessen Mätresse Madame de Pompadour gebaut wurde. Er befindet sich im Französischen Garten des Petit Trianon, im Schlosspark zu Versailles.
Der Pavillon frais wurde dem Petit Trianon hinzugefügt, weil der König sich ein Gebäude gewünscht hatte, um sich von den Zwängen des Hoflebens entfernen zu können. Er wurde von 1751 bis 1753 erbaut, liegt gegenüber dem Pavillon français und diente als Speisesaal. 
Der nur einen Raum umfassende Pavillon ist als Parkgebäude konzipiert und von außen komplett mit grünem Lattenwerk verkleidet. Er wird von einem rechtwinkligen und symmetrischen Garten verschönert, der von Arkaden eingefasst war, die ihrerseits von Pflanzgefäßen aus Korb überragt wurden. Die gesamte Anlage bietet eine architektonische und gartenbauliche Harmonie. Zwei ovale Wasserbecken an den Enden der Parterres komplettieren die Dekoration.
Nach der Französischen Revolution war das Gebäude der Verwitterung und dem Verfall preisgegeben. Im Jahre 1810 wurde der Pavillon abgerissen und der Garten durch eine Rasenfläche ersetzt. In den 1980er Jahren und noch einmal im Jahr 2010 ermöglichten Gönner zunächst Ausgrabungen und später die Neuerrichtung des Gebäudes nach den Ursprungsplänen. Auch der Garten wurde nach den ursprünglichen Skizzen neu angelegt. Nur die Arkaden wurden noch nicht wieder aufgebaut.

## Baugeschichte
Nach dem Tod seiner Mätresse Madame de Châteauroux im Jahre 1744 zog König Ludwig XV. wieder im Grand Trianon ein. Er hatte dieses Schloss während der ersten Jahre seiner Herrschaft vernachlässigt, so dass es vom mangelnden Unterhalt in Mitleidenschaft gezogen war. Im Jahre 1747 unterbreiteten ihm sein Architekt Ange-Jacques Gabriel und der Direktor der königlichen Gebäude Charles François Paul Le Normant de Tournehem erste Vorschläge, wie man dem Schloss seine Gemütlichkeit zurückgeben könnte. Die Gräfin Pompadour, die zu diesem Zeitpunkt bereits seit zwei Jahren die neue Mätresse des Königs war, unterstützte dieses Vorhaben, um den König von seiner Schwermütigkeit abzulenken. Im Jahre 1749 begann man, auf den Ländereien, die nordöstlich des Schlosses von Jules Hardouin-Mansart gelegen waren, eine Menagerie zu bauen, die aus einem Vorhof und einem Stall bestand. In der Mitte eines neuen französischen Gartens sollte ein Pavillon entstehen, der dem Spiel, dem Imbiss und dem Konzert gewidmet war, der spätere Pavillon français.

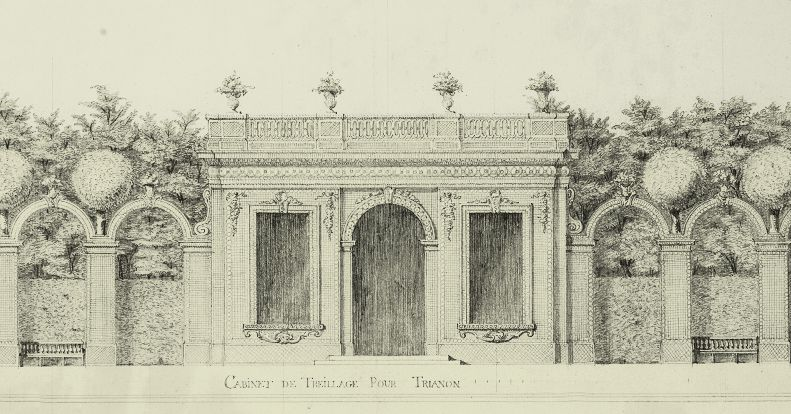
Skizze aus dem Jahr 1751 von Ange-Jacques Gabriel für ein Gebäude mit Lattengerüst für Trianon

Als im Norden und Osten der Anlage der neue Obst- und Gemüsegarten von Claude Richard angelegt wurde, ließ Ludwig XV. einen Speisesaal in der Nähe des Pavillon français errichten. Wegen seiner Ausrichtung in Richtung Norden bekam er schnell den Namen Pavillon frais oder kühler Pavillon. Er diente dem Genuss der Produkte des Gemüsegartens und der Molkerei der Menagerie. Nach ein paar Vorschlägen, die der Architekt Gabriel dem König unterbreitet hatte, unterschrieb Tournehem am 17. September 1751 den Bauauftrag. Das Fundament wurde in Rundbögen ausgeführt, um das Gebäude vor Feuchtigkeit zu schützen. Es wurde noch im Jahre 1751 von den Gebrüdern Thévenin fertiggestellt. Im Folgejahr errichtete man die Mauern aus Kalkstein aus Satory. Das Flachdach wurde komplett mit Blei eingedeckt. Die Fenster wurden von der königlichen Glas- und Spiegelmanufaktur hergestellt und im Juli eingesetzt. Sie bestanden aus mehr als 150 Scheiben. Das Gebäude bietet weite Blicke in Richtung der Gärten; es hat eine große Mitteltür und zwei verglaste Seitentüren sowie zwei große Frontfenster. Es hat ein nüchternes bauliches Konzept und ist nur mit einer Arkade über dem Eingangsbereich geschmückt, wodurch es an den französischen Pavillon oder an die nahe gelegenen Voliere erinnert. Seine Besonderheit ist die Verkleidung mit Lattenwerk, die von Langelin ausgeführt wurde und an den Garten und an die Natur erinnert.
Die Fertigstellung des Pavillon frais im Jahre 1753 beendete auch den ersten Bauabschnitt von Gabriel am Petit Trianon. Danach wurde die Anlage den Gärtnern und Botanikern zur Gestaltung übergeben. Acht Jahre später begann die zweite Bauphase mit dem Bau des kleinen Schlosses.

## Privatgarten des Königs

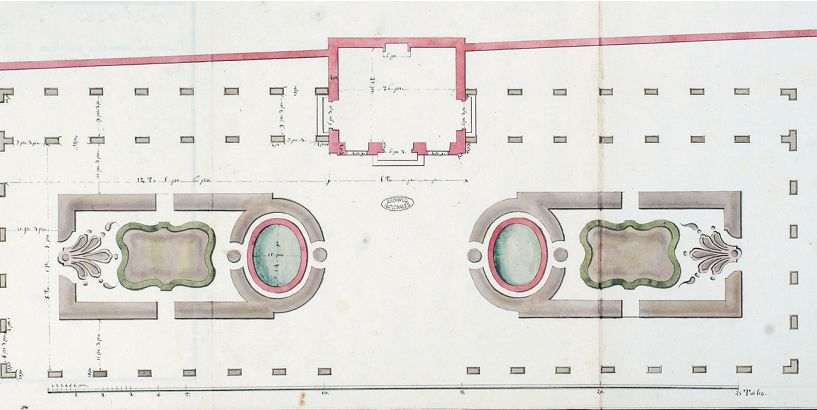
Entwurf von Ange-Jacques Gabriel für den Neuen Garten des Trianon aus dem Jahre 1751; Norden ist unten.

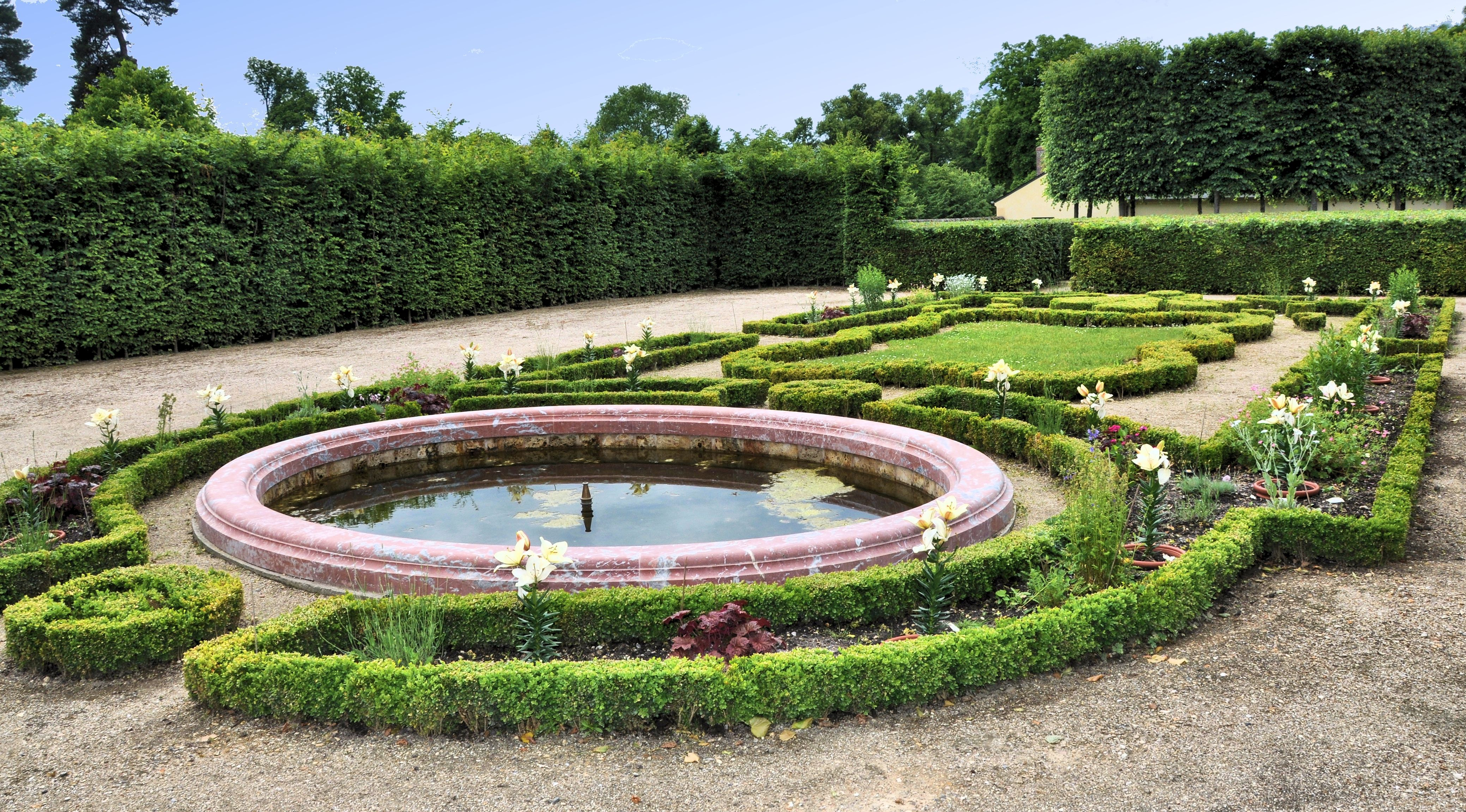
Garten des Pavillon frais

Der französische Garten hat die Form eines lateinischen Kreuzes und der Pavillon frais liegt am Ende des Südarmes dieses Kreuzes. Ihm gegenüber liegt die Menagerie. Die Allee, die vor dem Pavillon frais beginnt, führt zum Pavillon français und ist breit genug, um den direkten Blick zwischen den zwei Gebäuden zu ermöglichen. Vor dem Pavillon befindet sich ein rechteckiger Garten mit 50 Metern Breite und 20 Metern Tiefe. Er war komplett mit Arkaden aus Rankgitter umgeben. Die Arkaden, die sich auf einer Linie mit der Nordfassade des Pavillons befanden, bestanden aus einzelnen eisernen Gestellen, die etwa 3,50 Meter hoch und 2,35 Meter breit waren. Sie wurden vom Schlosser Gamain dem Jüngeren (Louis oder François Gamain) im Juli 1752 geliefert. Diese Gestelle stützten die Rankgitter, die die Stämme von Linden einschlossen. Die Baumkronen dieser Linden schnitt man in Kugelform. Der Eingang war von zwei kräftigen Pfeilern eingerahmt, die große Körbe hielten. Die Wege wurden mit Flusssand bedeckt.
Auf beiden Seiten des Pavillon frais gab es eine zweite Reihe von Arkaden, so dass zwei Gänge entstanden, die man vom Pavillon aus durch die beiden verglasten Seitentüren betreten konnte. An den Enden dieser beiden Wege wurden zwei Nischen aus Rankgitter angebracht, in denen man im Jahre 1756 zwei Statuen von David Bourderelle aufstellte. Sie kamen aus der Antikensammlung des Schlossparks von Versailles. Die Statuen mit den Namen „La Maladie“ und „La Santé“ (Krankheit bzw. Gesundheit) waren ursprünglich als Grabschmuck gedacht. Die Bögen aller 54 Arkaden wurden von Pflanzgefäßen aus Korb überragt, die den vier Akroterien auf dem Dach des Pavillon ähnelten.
Sämtliche Arkaden, Pfosten und die Fassaden wurden mit dekorativem Rankgitter verkleidet. Es wurde von Langelin geliefert, der an zahlreichen anderen Bauten in Versailles beteiligt war. Das Rankgitter wie auch die großen ornamentalen Körbe wurden grün gestrichen. Im September 1753 ließ Ludwig XV. seinen Gärtner Jean-Baptiste-Louis Belleville 40 Orangenbäume in den Arkaden pflanzen, nachdem mehrere Versuche fehlgeschlagen waren. Mit Rankgitter wurde ein Toilettenhäuschen in der Nähe des Gebäudes für die Offiziere des Gardecorps verkleidet.
Die zwei symmetrischen Parterres wurden mit Nachtviolen, Goldlack und Nelken bepflanzt. Jedes Beet hat ein ovales Wasserbecken auf den dem Eingang zugewandten Seiten, in denen auf Wunsch des Königs Goldfische gehalten wurden. Am jeweils anderen Ende der Beete wurden Palmetten aus Buchsbaum gepflanzt. Die Fischbecken waren aufgrund ihrer originellen Form massiv gebaut und brauchten eine besondere Verstärkung, damit keine Risse entstehen. Der Unterboden aus Lehm hat eine Dicke von mehr als einem Meter. Der Boden wurde mit Pflastersteinen und farbigen Sandsteinen bedeckt, die geometrische Motive bildeten. Der Brunnenrand wurde von Louis-François Trouard in Languedoc-Marmor ausgeführt.

## Innenraum des Pavillon
Obwohl der Innenraum des Pavillon nur reichlich 60 Quadratmeter groß ist, ist er reich geschmückt. Die Wände sind mit einer Vertäfelung aus Eichenholz verkleidet, die der Schreiner Jean-Antoine Guesnon herstellte. Sie sind mit Schnitzarbeiten von Jacques Verberckt verziert und wurden vom Hofmaler des Königs Médard Brancourt in Weiß und Grün gestrichen. Zwei dieser Vertäfelungen sind erhalten und wurden im Pavillon français ausgestellt, seit 2008 sind sie wieder an ihrem ursprünglichen Platz. Die Rahmen der drei Spiegel haben den gleichen Grünton. Am 30. Mai 1752 wurde der Kamin aus Languedoc-Marmor, dem gleichen Material wie die Beckenränder der Goldfischbecken, geliefert. Da der Pavillon frais ausschließlich im Sommer genutzt wurde, war der Kamin für nichts anderes nützlich als für seine eigene Zurschaustellung. In der Mitte der weißen Decke wurde eine Leuchte angebracht, die ähnlich wie jene im Pavillon français mit Girlanden aus Porzellanblumen geschmückt waren. An den Wänden hingen zwei Leuchten mit je drei Armen. Die fünf Türen und Fenster wurden mit Doppelvorhängen aus weißem Taft dekoriert. Der Fußboden war aus weißem und schwarzem Marmor.
Vom Mobiliar ist heute nichts mehr vorhanden. Im Jahre 1776 bestand es aus zwei weißen Sofas mit vergoldeten Bordüren, die mit persischem weiß-grünen Stoff überzogen waren. Die zwei Sessel und 18 Stühle hatten das gleiche Dekor. Im Jahre 1754 wurde bei der Savonnerie-Manufaktur ein großer Teppich bestellt und im Jahre 1760 geliefert. Sein Chevillon-Muster zeigte das Monogramm des Königs in der Mitte und Lilien in den vier Ecken als Camaieu-Malerei. Nach der Französischen Revolution kam er im Jahre 1796/97 ins Palais du Luxembourg. Im Jahre 1807 befand er sich im Hôtel d'Elbeuf von Jean-Jacques Régis de Cambacérès; danach verlieren sich seine Spuren.

## Verfall
Aufgrund des Baubeginns für das Schloss des Petit Trianon im Jahre 1762 wurden Änderungen am Französischen Garten zwischen der Menagerie und dem Salon frais vorgenommen. Der Garten des Salon Frais wurde zwar weiterhin gepflegt und das Gitterwerk regelmäßig ausgebessert, die Parterres wurden jedoch vereinfacht, damit man sich auf die Einrichtung von Marie Antoinettes Englischem Garten konzentrieren konnte. Die Französische Revolution beschleunigte den Verfall der Anlage. Am 31. Januar 1793 wurde das Blei, mit dem das Dach eingedeckt war, gestohlen. Dies führte zum Herabstürzen der Decke kurze Zeit später. Die Fensterscheiben wurden entfernt und im Billardraum des Petit Trianon gelagert. Drei Jahre später wurden die Eichenvertäfelung, der Marmor des Fußbodens und der Kamin abgebaut und in die Küchen des Petit Trianon gebracht. Die beiden Skulpturen von Bourderelle schickte man ins Schloss Saint-Cloud.
Aufgrund des schlechten baulichen Zustandes, den man bereits 1796 festgestellt hatte, wurde der Pavillon frais im Jahre 1810 abgerissen, nachdem Guillaume Trepsat, der Architekt von Napoleon Bonaparte, die Kosten für die Sanierung als sehr hoch eingeschätzt hatte. Das Fundament blieb hingegen erhalten und ein Teil des Baumaterials wurde für Marie-Louises Jeu de Bague wiederverwertet. Die Fischbecken wurden zugeschüttet und die Blumenbeete verschwanden komplett.

## Neubau

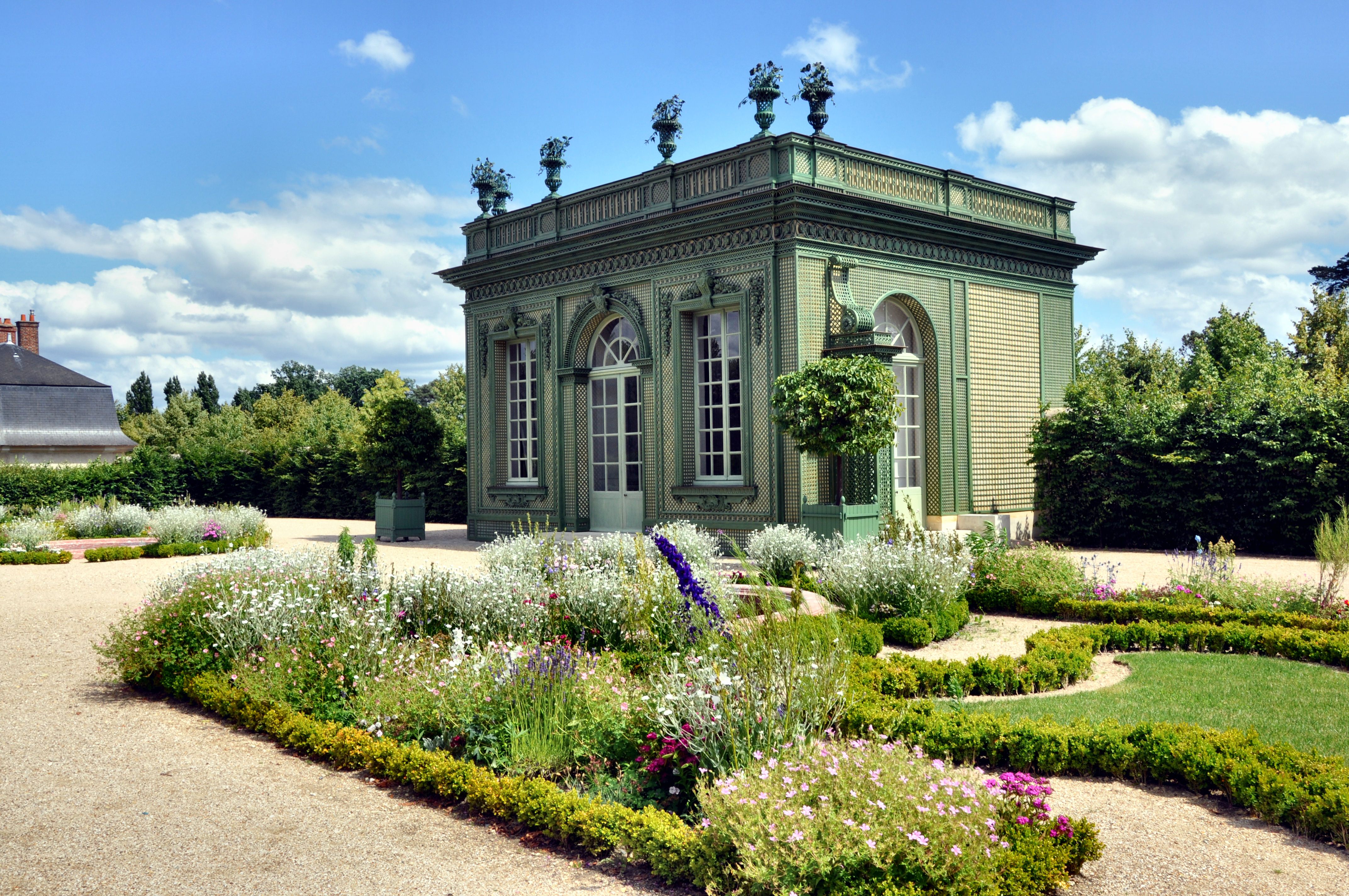
Der neugebaute Pavillon und sein Garten

Im Jahre 1980 entschied man sich zum Neubau des Pavillons, um dort Gäste zu empfangen. Es wurde ein neues Fundament aus Stahlbeton über das ursprüngliche Fundament gelegt, und im Jahre 1984 war der Neubau fertiggestellt. Er war jedoch nur oberflächlich dekoriert, indem man einfache Rankgitter angebracht hatte. Für Empfänge wurde der Pavillon nicht genutzt. Zwischen 2006 und 2009 wurden mehrere Ausgrabungen durchgeführt, die Annick Heitzmann unter der Führung des Chefarchitekten für Baudenkmäler Pierre-André Lablaude leitete. Sie hatten das Ziel, das geschichtliche Wissen abzusichern und das Neubauprojekt so genau wie möglich entsprechend dem historischen Vorbild durchzuführen, sowohl was die Architektur als auch was die Innenausstattung, die Gartenanlage oder das Wasserbecken betrifft. Parallel dazu wurde die Erforschung des Nachlasses des Unternehmers Langelin abgeschlossen, dessen Skizzen und Zeichnungen sehr genaue Nachbildungen der ursprünglichen Dekoration erlauben.
Das Budget für die Restaurierung des Pavillon frais und seines Gartens beläuft sich auf zwei Millionen Euro. Dank einer Spende des Vereins The American Friends of Versailles konnten als erste Phase die Verkleidung der Fassaden mit Rankgitter, die sechs Gefäße auf dem Dach und die Pfosten am Garteneingang originalgetreu wiederhergestellt werden. In einer zweiten Phase sind der Neubau der Arkadengänge und ihre Verkleidung aus Rankgitter und die Fertigstellung der Innenausstattung des Pavillons geplant. Dort sind bisher nur die zwei Original-Eichenvertäfelungen angebracht, die aus dem Pavillon français zurückgeholt worden sind.
Wenngleich der Pavillon frais erst 1984 erbaut wurde, ist er in Frankreich als Teil des Schlosses Versailles als Monument historique gemäß dem Erlass vom 31. Oktober 1906 geschützt. Seit 1979 gehört er auch zum UNESCO-Welterbe. Er ist für die Öffentlichkeit zugänglich.